# Nematus dispar
Nematus dispar är en stekelart som beskrevs av Ernst Gustav Zaddach 1876. Nematus dispar ingår i släktet Nematus, och familjen bladsteklar. Arten är reproducerande i Sverige.